# Eclipsi total (pel·lícula)
Eclipsi total (títol original: Full Eclipse) és un telefilm fantàstic estatunidenc dirigit per Anthony Hickox, estrenat l'any 1993. Ha estat doblat al català.
El cartell feia: «Hi ha una nova força de policia als carrers ... i no només surten de nit » (« There's a new police force on the streets... and they only come out at night »

## Argument
En una presa d'ostatges a Los Angeles, un dels dos inspectors de la brigada criminal és greument ferit per criminals. Transportat d'urgència a l'hospital, queda en coma durant diversos dies: es desperta de sobte i, trobant-se de meravella, reprèn les seves activitats. El seu soci, però, ha quedat trasbalsat. Amb un comportament diferent, pren riscos desenfrenats sol·licitant els agressors i, al cap de dos dies, es suïcida davant del seu acòlit.
Destrossat per aquest espectacle, el company treballa a partir d'aleshores amb la brigada especial gestionada per un inspector particular que ha reunit els reclutes més importants als mitjans de la policia: es mobilitzen generalment de nit, injectant-se un estrany sèrum que els permet tenir més de forces, tot convertint-se en home llop…

## Repartiment
- Mario Van Peebles: Max Dir
- Patsy Kensit: Casey Spencer
- Bruce Payne: Adam Garou
- Anthony John Denison: Jim Sheldon
- Jason Beghe: Doug Crane
- Paula Marshall: Liza
- John Verea: Ramon Perez
- Dean Norris: Fleming
- Willie C. Carpenter: Ron Edmunds
- Victoria Rowell: Anna Dir
- Scott Paulin: Teague
- Mel Winkler: Stratton
- Joseph Culp: l'inspector Tom Davies